# Rudolf Thornberg
Rudolf Viktor Leonard Thornberg, född 5 december 1887 i Malmö, död 4 mars 1966 i Malmö, var en svensk dekorationsmålare och målare.
Han var son till maskinisten Ola Thornberg och Maria Hansson och från 1914 gift med Bengta Olsson och far till Elsa Andersson. Thornberg studerade konst i Berlin 1909 och för Bruno Hoppe i Malmö 1910, Zürich 1911, Det Kongelige Danske Kunstakademi 1914, Hamburg 1923 och i Paris 1926. Han praktikarbetade vid Kungliga Dramatiska teaterns dekorationsateljé 1914. Han medverkade i samlingsutställningar arrangerade av Skånes konstförening. Bland hans offentliga arbeten märks utsmyckningen av Wesleykyrkan i Limhamn 1949 och en flera meter lång väggmålning i en konferenssal i Trantorp 1952. Vid sidan av sitt eget skapande drev han en privat målarskola i Malmö och var periodvis anställd som lärare vid Malmö tekniska yrkesskola. Hans konst består av stilleben, porträtt i dämpad färg, samt  landskap med skånska motiv i tempera, pastell, akvarell, gouache och olja. Makarna Thornberg är begravda på Sankt Pauli mellersta kyrkogård i Malmö.